# West Wind Aviation
West Wind Aviation est la deuxième plus grande compagnie aérienne de la Saskatchewan au Canada avec une flotte de 29 aéronefs.

## Annexe